# Weststellingwerf
Weststellingwerf község Hollandiában, Frízföld tartományban. Lakosainak száma 26 130 fő (2021. január 1.).

## Földrajza
Weststellingwerf Heerenveen, Ooststellingwerf, Westerveld, Lemsterland, Skarsterlân, Haskerland és De Friese Meren községekkel határos.